# 尼戈尼 (密歇根州)
尼戈尼（英語：Negaunee）是一個位於美國密歇根州馬凱特縣的城市。

## 人口
根據2020年美國人口普查的數據，尼戈尼的面積為37.14平方千米，當中陸地面積為34.82平方千米，而水域面積為2.32平方千米。當地共有人口4627人，而人口密度為每平方千米125人。